# Eupithecia subvulgata
Eupithecia subvulgata là một loài bướm đêm trong họ Geometridae.